# Halowe Mistrzostwa Świata w Lekkoatletyce 2018 – skok o tyczce kobiet
Skok o tyczce kobiet – jedna z konkurencji technicznych rozgrywanych podczas halowych lekkoatletycznych mistrzostw świata w Arena Birmingham w Birmingham.
Tytułu mistrzowskiego nie broniła Amerykanka Jennifer Suhr. Złoty medal zdobyła jej rodaczka Sandi Morris, która wynikiem 4,95 ustanowiła rekord mistrzostw świata.

## Terminarz
| Data    | Godzina |       |
| ------- | ------- | ----- |
| 3 marca | 18:00   | Finał |

## Wyniki
| WR – rekord świata \| CR – rekord mistrzostw świata \| NR – rekord kraju \| AR – rekord kontynentu \| WL – najlepszy wynik na listach światowych w sezonie 2018 \| SB – najlepszy wynik w sezonie \| PB – rekord życiowy |

### Finał
Źródło: IAAF
| Kolejność | Zawodniczka           | Reprezentacja                      | 4,35 | 4,50 | 4,60 | 4,70 | 4,75 | 4,80 | 4,85 | 4,90 | 4,95 | 5,04 | Rezultat | Uwagi |
| --------- | --------------------- | ---------------------------------- | ---- | ---- | ---- | ---- | ---- | ---- | ---- | ---- | ---- | ---- | -------- | ----- |
| 01 !      | Sandi Morris          | Stany Zjednoczone                  | –    | o    | o    | xo   | o    | xxo  | x–   | xo   | xxo  | xxx  | 4,95     | =     |
| 02 !      | Anżelika Sidorowa     | Autoryzowani lekkoatleci neutralni | –    | –    | o    | o    | –    | o    | o    | xxo  | xxx  |      | 4,90     | PB    |
| 03 !      | Katerina Stefanidi    | Grecja                             | –    | –    | –    | o    | xo   | xxo  | x–   | xx   |      |      | 4,80     |       |
| 4.        | Eliza McCartney       | Nowa Zelandia                      | –    | xo   | o    | xxo  | o    | xxx  |      |      |      |      | 4,75     | AR    |
| 5.        | Katie Nageotte        | Stany Zjednoczone                  | –    | xo   | o    | xo   | x–   | xx   |      |      |      |      | 4,70     |       |
| 6.        | Alysha Newman         | Kanada                             | o    | o    | xxo  | xxo  | xxx  |      |      |      |      |      | 4,70     | NR    |
| 7.        | Yarisley Silva        | Kuba                               | o    | xo   | o    | xxx  |      |      |      |      |      |      | 4,60     | SB    |
| 8.        | Nina Kennedy          | Australia                          | xo   | xo   | o    | xxx  |      |      |      |      |      |      | 4,60     |       |
| 9.        | Olga Mullina          | Autoryzowani lekkoatleci neutralni | o    | xo   | xxo  | xxx  |      |      |      |      |      |      | 4,60     | =     |
| 10.       | Ninon Guillon-Romarin | Francja                            | o    | o    | xxx  |      |      |      |      |      |      |      | 4,50     |       |
| 11.       | Angelica Bengtsson    | Szwecja                            | o    | xo   | xxx  |      |      |      |      |      |      |      | 4,50     | SB    |
| 12 !      | Lisa Ryzih            | Niemcy                             | –    | xxx  |      |      |      |      |      |      |      |      | NM       |       |